# Isole Leti
Le isole Leti (in indonesiano: Kepulauan Leti) sono un arcipelago dell'Indonesia, situato nella provincia di Maluku. L'arcipelago fa parte delle isole Molucche.
Tra le principali isole che compongono il gruppo vi sono Moa, Lei e Lakor. Dal punto di vista amministrativo, le isole fanno parte della reggenza di Maluku Sudoccidentale.